# 3 Korpus Obrony Powietrznej
3 Korpus Obrony Powietrznej (3 KOP) – związek taktyczny Sił Powietrznych RP.

## Formowanie i zmiany organizacyjne
Korpus utworzono na podstawie Rozkazu Ministra ON Nr 0054/org. z 6 lipca 1957 roku oraz Rozkazu Dowódcy Wojsk Lotniczych i Obrony Przeciwlotniczej Obszaru Kraju Nr OO33/Org. z dnia 24 lipca 1957 roku jako 3 Korpus Obrony Przeciwlotniczej Obszaru Kraju.
Zadaniem korpusu była obrona powietrzna obszaru ziemi lubuskiej, Wielkopolski, Dolnego Śląska i Śląska Opolskiego. W jego skład włączono: cztery pułki lotnictwa myśliwskiego (3 plm, 38 plm, 45 plm i 62 plm), dwa pułki artylerii przeciwlotniczej (14 pa OPL i 98 pa OPL), dwa bataliony radiotechniczne (18 brtech i 22 brtech) i 6 bazę zaopatrzenia technicznego. Dowództwo korpusu stacjonowało we Wrocławiu.
W kwietniu 1962 roku, w związku z powołaniem do życia Wojsk Obrony Powietrznej Kraju, zmieniono nazwę korpusu na 3 Korpus Obrony Powietrznej Kraju (3 KOPK). Zmianie uległ obszar obrony, który wynosił 96 tys. km² i obejmował: Wielkopolskę, ziemię lubuską, Dolny Śląsk, Śląsk Opolski, Górny Śląsk oraz część Małopolski. W tym samym roku w skład korpusu włączono nowe jednostki: 39. Pułk Lotnictwa Myśliwskiego, 13 Dywizję Artylerii OPK, 85 pułk artylerii OPL i 90 pułk artylerii OPL oraz 14 batalion radiotechniczny.
W 1990 roku rozkazem Ministra ON rozwiązano Wojska Obrony Powietrznej Kraju, a na ich miejsce powołano Wojska Lotnicze i Obrony Powietrznej (WLOP). W związku z tym 3 KOPK zmienił nazwę na 3 Korpus Obrony Powietrznej (3 KOP).
W 1996 roku korpus przejął ze składu Śląskiego Okręgu Wojskowego: 61 Brygadę Rakiet Przeciwlotniczych, 22 Polową Techniczną Bazę Przeciwlotniczą oraz wszystkie jednostki wojskowe 1 Korpusu Obrony Powietrznej.
W 1997 roku 3. KOP przeszedł kolejną reorganizację. Do 2. KOP przekazano: 3 Brygadę Rakietową OP; 1 Pułk Lotnictwa Myśliwskiego oraz 4 i 8 batalion radiotechniczny. Jednocześnie z 4 Korpusu Lotniczego przejęto: 7 Pułk Lotnictwa Bombowo-Rozpoznawczego; 13 Pułk Lotnictwa Transportowego; 46 Polowe Warsztaty Lotnicze; 17 eskadrę lotniczą, 8 Pułk Zabezpieczenia i 14 składnicę sprzętu samochodowego. W 1998 r. rozformowano 26, a w 1999 r. 29 jednostek wojskowych i pododdziałów, w tym m.in. 3 i 17 eskadrę lotniczą we Wrocławiu i w Poznaniu, 7 Pułk Lotnictwa Bombowo-Rozpoznawczego w Powidzu i 11 Pułk Lotnictwa Myśliwskiego we Wrocławiu.
W 2000 roku przeformowano pułki lotnicze w eskadry i bazy lotnicze. Zgodnie z rozkazem Dowódcy WLOP z 28.11.2000 r. rozformowano: 3 Pułk Lotnictwa Myśliwskiego w Poznaniu, 10 Pułk Lotnictwa Myśliwskiego w Łasku, 13 Pułk Lotnictwa Transportowego w Krakowie i 8 Pułk Zabezpieczenia w Poznaniu. W ich miejsce sformowano: 3 eskadrę lotnictwa taktycznego w Poznaniu; 10 eskadrę lotnictwa taktycznego w Łasku, które podporządkowano 2. Brygadzie Lotnictwa Taktycznego w Poznaniu oraz 13 eskadrę lotnictwa transportowego w Krakowie, 8 Bazę Lotniczą w Krakowie, 31 Bazę Lotniczą w Poznaniu i 32 Bazę Lotniczą w Łasku.
Korpus został rozformowany w 2007 r.

## Struktura organizacyjna
1957
- Dowództwo 3 Korpusu Obrony Przeciwlotniczej Obszaru Kraju – Wrocław
- 3 Pułk Lotnictwa Myśliwskiego – Wrocław (od 1967 przemianowany na 11 Pułk Lotnictwa Myśliwskiego)
- 38 Pułk Lotnictwa Myśliwskiego – Powidz
- 45 Pułk Lotnictwa Myśliwskiego – Babimost
- 62 Pułk Lotnictwa Myśliwskiego – Poznań
- 14 Samodzielny Pułk Artylerii OPL – Poznań
- 98 Samodzielny Pułk Artylerii OPL – Wrocław
- 18 Samodzielny batalion radiotechniczny – Poznań
- 22 Samodzielny batalion radiotechniczny – Wrocław
- 6 Baza zaopatrzenia technicznego – Kalisz.

1990
- Dowództwo 3 Korpusu Obrony Powietrznej – Wrocław
- 11 pułk lotnictwa myśliwskiego – Wrocław
- 62 pułk lotnictwa myśliwskiego – Poznań
- 1 Brygada Artylerii OPK – Bytom
- 79 samodzielny pułk artylerii OPK – Poznań
- 3 Brygada Radiotechniczna – Wrocław
- 1 batalion zabezpieczenia
- Baza Statków Powietrznych
- 52 Polowe Warsztaty Lotnicze
- 44 eskadra lotnicza
- 6 składnica sprzętu lotniczo-technicznego
- 3 Węzeł Łączności
- 8 Warsztaty Techniczne.

2002
- Dowództwo 3 Korpusu Obrony Powietrznej – Wrocław
- 2 Brygada Lotnictwa Taktycznego – Poznań
  - 3 eskadra lotnictwa taktycznego – Poznań
  - 6 eskadra lotnictwa taktycznego – Powidz
  - 7 eskadra lotnictwa taktycznego – Powidz
  - 10 eskadra lotnictwa taktycznego – Łask
- 3 Brygada Radiotechniczna – Wrocław
- 1 Brygada Rakietowa Obrony Powietrznej – Bytom
- 61 Brygada Rakietowa Obrony Powietrznej – Skwierzyna
- 3 Batalion Radioelektroniczny – Sandomierz
- 3 Eskadra Lotnictwa Transportowego-Łącznikowego – Wrocław
- 13 Eskadra Lotnictwa Transportowego – Kraków
- 3 Węzeł Łączności – Wrocław

## Uzbrojenie korpusu
W pierwszych latach istnienia uzbrojenie korpusu stanowiły samoloty myśliwskie: Lim-1, Lim-2, MiG-15 i MiG-17. W latach 60. na uzbrojenie weszły samoloty myśliwskie MiG-19, MiG-21 oraz zestawy rakiet przeciwlotniczych S-75 Dźwina, S-75M Wołchow i S-125 Newa.

## Dowódcy
- 1957–1959 – płk Tadeusz Cynkin
- 1959–1967 – gen. bryg. pil. Julian Paździor
- 1967–1972 – gen. bryg. pil. Henryk Michałowski
- 1972–1974 – gen. bryg. pil. Longin Łozowicki
- 1974–1977 – gen. bryg. pil. Tadeusz Gembicki
- 1977–1985 – gen. bryg. pil. Apoloniusz Czernów
- 1985–1987 – gen. bryg. pil. Jerzy Gotowała
- 1987–1991 – gen. bryg. Edward Redwanz
- 1991–1995 – gen. bryg. pil. Kazimierz Dziok
- 1995–1999 – gen. bryg. pil. Roman Baszuk
- 1999–2003 – gen. bryg. pil. Lech Majewski
- 2003–2006 – gen. bryg. Zbigniew Janoś
- 2006–2007 – płk Wojciech Świnder